# Sallustius (filosoof)
Sallustius was een neoplatonische filosoof die leefde in de 4e eeuw, ten tijde van keizer Julianus de Afvallige, met wie hij bevriend was. Over zijn identiteit bestaat onduidelijkheid. Mogelijk is hij dezelfde als politicus Saturninius Secundus Salutius. Van Sallustius is het essay Over de goden en het universum overgeleverd. Dit korte, eenvoudige handboek was bedoeld om neoplatonische denkbeelden te populariseren. Het hoofdthema is het verklaren van het wezen van de goden en hun rol in het universum, maar ook om lezers op weg te helpen naar eenwording met het goddelijke. Hiertoe beschrijft Sallustius de verschillende soorten mythen over goden, de hiërarchische structuur van de werkelijkheid, voorzienigheid, het noodlot, de ziel, de deugd, en de oorsprong van het kwaad. Het universum geldt als onverwoestbaar, en er is sprake van zielsverhuizing. 
Sallustius onderscheidt zich van andere neoplatonisten zoals Porphyrius (bijvoorbeeld De grot van de nimfen) in het feit dat hij mythen, oude dichtwerken en cultische symbolen niet allegorisch interpreteert en verbindt met filosofie, maar de voorkeur geeft voor eenvoudige maar abstracte, theoretische leerstellingen zonder meer. In zijn denken was hij beïnvloed door de geschriften van Julianus en de neoplatonist Jamblichus.

## Bron
- Curnow, T. The Philosophers of the Ancient World: An A-Z Guide. Bristol Classical Press, 2011 (2006).
- Lamberton, R. Homer the Theologian: Neoplatonist Allegorical Reading and the Growth of the Epic Tradition. Berkeley: University of California Press, 1986.
- Slaveva-Griffin, S. & P. Remes (red.). The Routledge Handbook of Neoplatonism. New York: Routledge, 2014.

- Bibsys: 95004561
- Biblioteca Nacional de España: XX1106412
- Bibliothèque nationale de France: cb12190993s (data)
- CiNii: DA07802929
- Gemeinsame Normdatei: 100263844
- International Standard Name Identifier: 0000 0001 2281 3131
- Library of Congress Control Number: n50065859
- Nationale Bibliotheek van Tsjechië: jn19981002110
- Nationale Bibliotheek van Israël: 987007307174305171
- Nederlandse Thesaurus van Auteursnamen: 069652988
- Réseau des bibliothèques de Suisse occidentale: 02-A005403573
- Istituto Centrale per il Catalogo Unico: CFIV158501
- LIBRIS: 198827
- Système universitaire de documentation: 030510031
- Trove: 1303691
- Virtual International Authority File: 68974968